# Затока Королеви Шарлотти (Канада)
51°30′ пн. ш. 128°30′ зх. д. / 51.5° пн. ш. 128.5° зх. д.

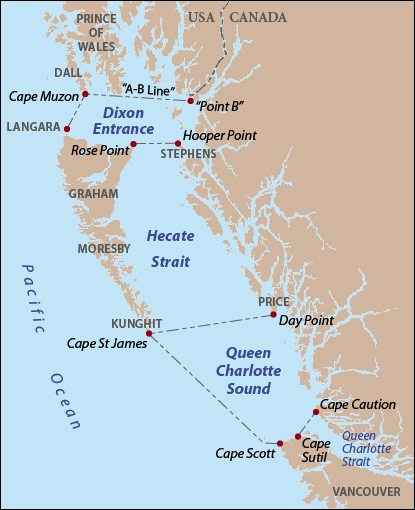
Мапа затоки — Королеви Шарлотти Саунд

Затока Королеви Шарлотти (англ. Queen Charlotte Sound, Canada) — затока Тихого океана в Британській Колумбії, Канада, між островом Ванкувера у півдні й островами Хайда-Гваї у півночі.
Затока Королеви Шарлотти є частиною Внутрішнього проходу — морського шляху, який сполучає протоки Геката (англ. Hecate Strait) на півночі та Джонстон (англ. Johnston Strait) на півдні.

## Історія
Затока Королеви Шарлотти названа в 1786 році капітаном Джеймсом Стрейнджем  (англ. Captain George Henry Richards) на честь Софії Шарлотти Мекленбург-Стреліцької (англ. Charlotte of Mecklenburg-Strelitz) — дружини англійського короля Георга III.